# Ikuzō Saitō
Ikuzō Saitō   (Matsusaka, 11 d'agost de 1960) és un lluitador japonès, ja retirat, especialista en lluita grecoromana, que va competir durant la dècada de 1980.
Durant la seva carrera esportiva va prendre part en dues edicions dels Jocs Olímpics d'Estiu, el 1984 i 1988. El 1984, als Jocs de Los Angeles, guanyà la medalla de bronze en la competició del pes minimosca del programa de lluita grecoromana. El 1988, als Jocs de Seül, quedà eliminat en sèries en la mateixa prova del pes minimosca.
En el seu palmarès també destaquen una medalla de bronze als Jocs Asiàtics de 1986.